# Zorzines dealbata
Zorzines dealbata là một loài bướm đêm trong họ Noctuidae.